# Evelina Olsson
Evelina Olsson, född 3 mars 2008,  är en svensk friidrottare som tävlar i bland annat längdhopp och kortdistanslöpning för klubben IFK Sunne.

## Karriär
Evelina Olsson har tagit flera SM-guld på undoms/junior-nivån. Vid U18-EM 2024 i Slovakien tog hon guld i längdhopp. I augusti gjorde hon sin debut på Finnkampen i trekamp där hon slutade på en andra plats.